# منتخب بولندا لاتحاد الرغبي
منتخب بولندا الوطني لاتحاد الرغبي (بالبولندية: Reprezentacja Polski w rugby)‏ هو المنتخب الرياضي الذي يمثل بولندا في منافستت اتحاد الرجبي الدولية للرجال، والذي يعتبر أحد أقوى المنتخبات في لعبة الرجبي الأوروبية، وغالبًا ما يلعبون باللون الأبيض مع شورت أحمر وكذلك باللون الأحمر مع شورت أبيض.
لعب المنتخب أول مباراة دولية له ضد ألمانيا الشرقية في عام 1958 في وودج، حيث فازوا بفرق نقطة واحدة فقط 9-8.

## طاقم التدريب
الجهاز الفني الحالي للمنتخب البولندي:
| اسم                   | جنسية  | دور                  |
| --------------------- | ------ | -------------------- |
| ماجا ليندنر           | بولندا | مدير                 |
| كريستيان هيت          | ويلز   | المدير الفني للمنتخب |
| مورجان ستودارت        | ويلز   | مساعد مدرب           |
| الدكتور بارتوش شودزيك | بولندا | طبيب الفريق          |
| كارول تورلو           | بولندا | اخصائي علاج طبيعي    |

## أنظر أيضا
- منتخب بولندا لسباعيات الرغبي
- الرياضة في بولندا

## روابط خارجية
- Polski Związek Rugby - الموقع الرسمي باللغة البولندية
- بوابة الرغبي البولندية باللغة البولندية